# Языково (Дмитровский городской округ)
Языково — деревня в Дмитровском районе Московской области, в составе городского поселения Яхрома.
Население — 11 чел. (2010). До 1954 года Языково — центр Языковского сельсовета. В 1994—2006 годах Языково входило в состав Подъячевского сельского округа.

## Расположение
Деревня расположена в юго-западной части района, примерно в 8 км на юго-запад от города Яхромы, на правом берегу реки Волгуша, высота центра над уровнем моря 195 м. Ближайшие населённые пункты — Борносово на противоположном берегу реки и Муханки в 1,5 км на северо-восток.

## Население
| 2002 | 2006 | 2010 |
| ---- | ---- | ---- |
| 10   | ↘9   | ↗11  |

## Достопримечательности

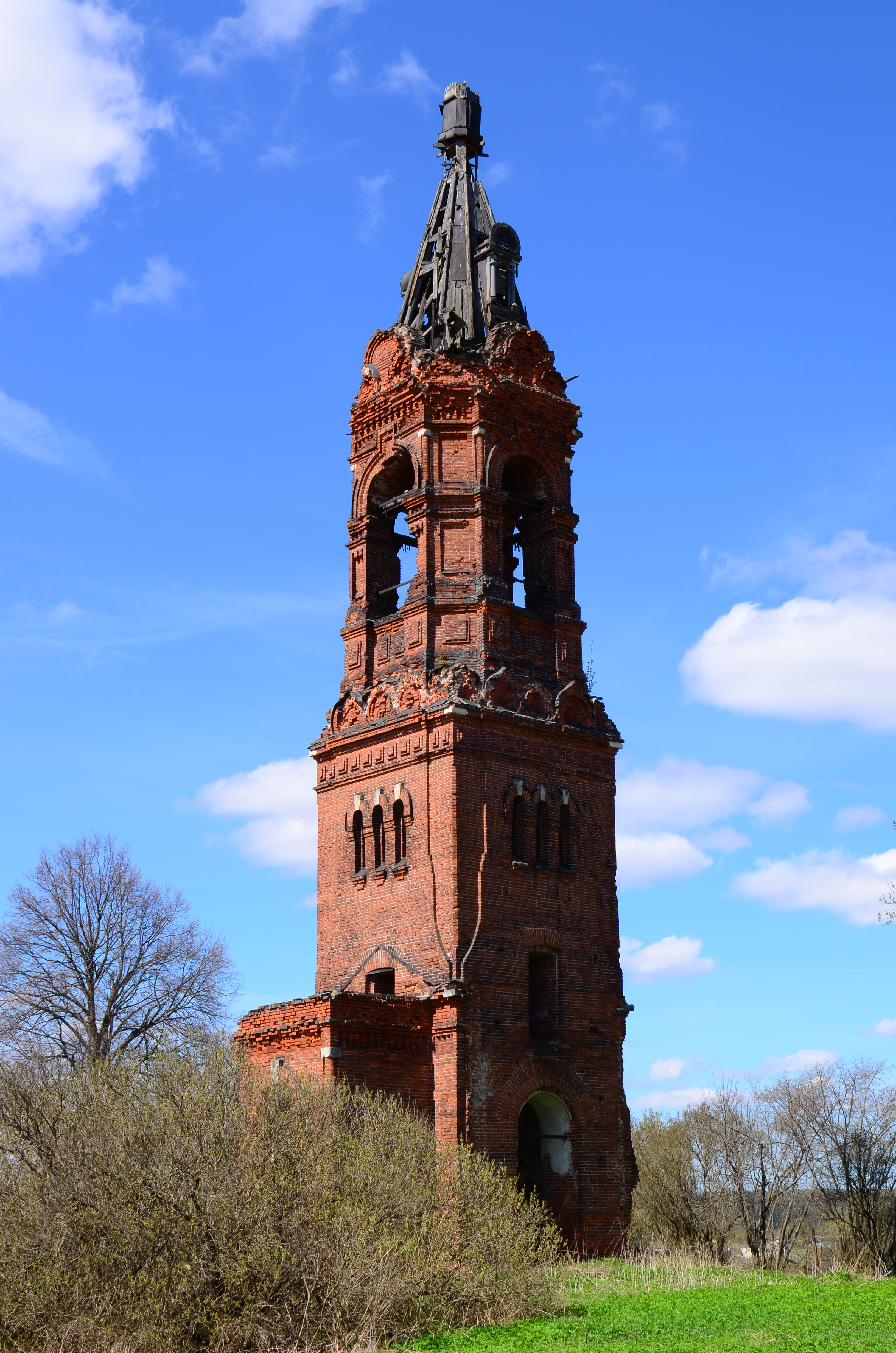
Колокольня церкви Рождества Христова

- В деревне сохранилась колокольня 1902 года постройки (архитектор Иван Тимофеевич Барютин[9]) от не дошедшей де нашего времени церкви Рождества Христова 1785 года[10][11].
- Братская могила советских воинов.